# Murasakino-dōri
Pour les articles homonymes, voir Murasakino (homonymie).
Le Murasakino-dōri (紫野通, Murasakino-dōri) est une voie du nord de Kyoto, dans l'arrondissement de Kita. Orientée est-ouest, elle débute au Koromonotana-dōri et termine au Daitokuji-dōri, devant le complexe du temple Daitoku-ji.
Avec le Murasakinominami-dōri (紫野南通, Murasakinominami-dōri) au sud et le Murasakinokita-dōri (紫野北通, Murasakinokita-dōri), au nord, elle forme le groupe de rues Murasakino (紫野通, Murasakino-dōri).

## Description

### Situation
Le Murasakino-dōri est une courte rue situé au sud de l'arrondissement de Kita. Il débute dans le quartier de Koyamanishikamifusa-chō (小山西上総町) et termine dans celui de Murasakinomonzen-chō (紫野門前町). La rue débute au Koromonotana-dōri (衣棚通) et termine au Daitokuji-dōri (大徳寺通), devant le complexe du temple Daitoku-ji (大徳寺),. Elle suit le Murasakinominami-dōri (紫野南通) au sud et précède le Murasakinokita-dōri (紫野北通) au nord.
La circulation se fait dans les deux sens, car la chaussée est assez large pour deux voies. La rue fait près de 850 mètres de long,.

### Voies rencontrées
Liste des voies rencontrées,,. Les voies rencontrées de la droite sont mentionnées par (d), tandis que celles rencontrées de la gauche, par (g). Seules les rues portant un nom sont listées.
1. Koromonotana-dōri (衣棚通)[1]
2. Shinmachi-dōri (ja) (新町通)[1]
3. Aburanokōji-dōri (ja) (油小路通)
4. Horikawa-dōri (en) (堀川通)
5. Inokuma-dōri (ja) (猪熊通)
6. Ōmiya-dōri (en) (大宮通)
7. Daitokuji-dōri (大徳寺通)[1]

### Transports en commun

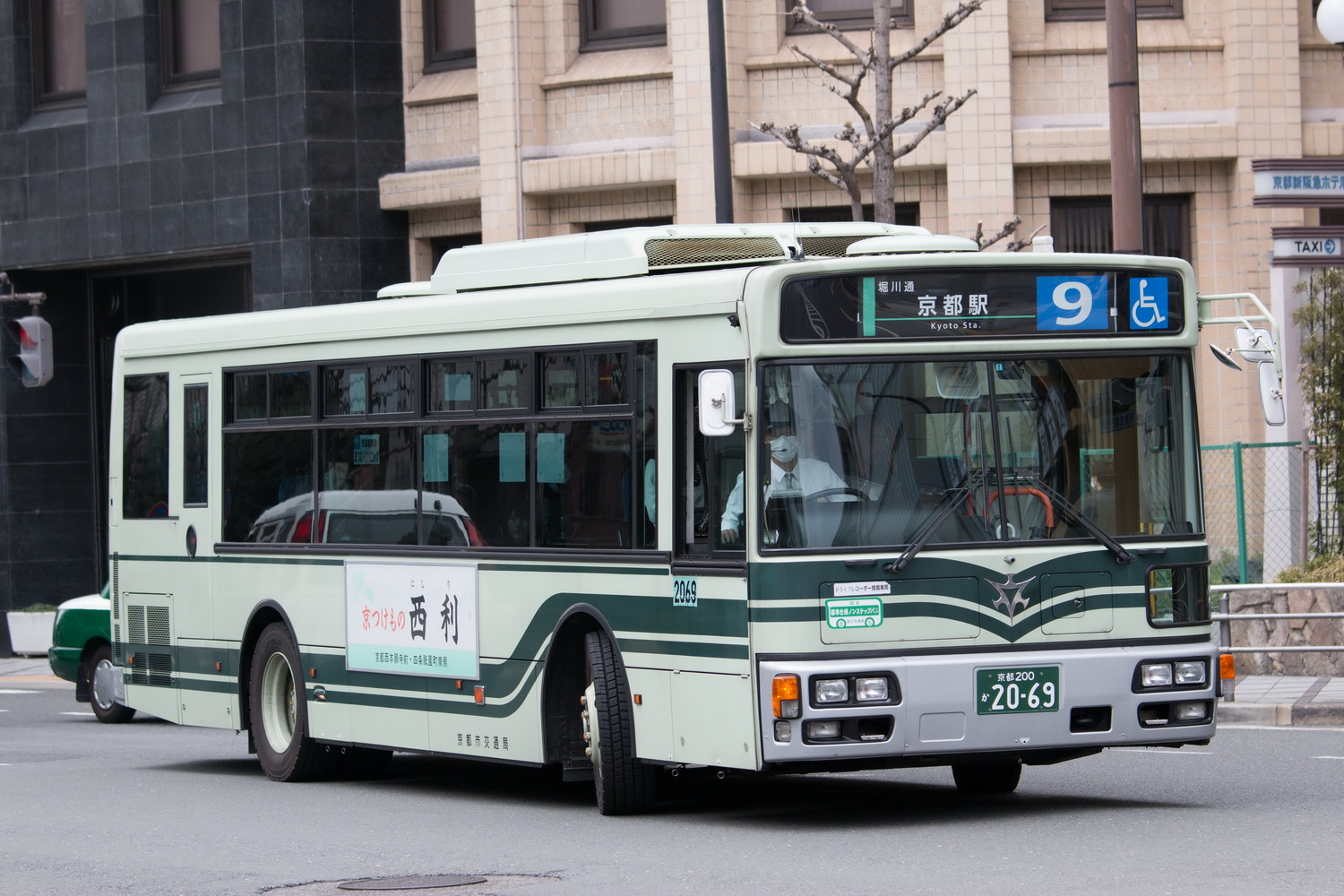
Autobus de la ligne 9.

Les bus du réseau d'autobus de Kyoto (ja) ne passent par sur la rue. L'arrêt le plus proche est Shimotorida-chō (下鳥田町, lignes 9, 37, 67, Nord1, Spécial 37), au carrefour de Horikawa et Murasakinokita.
D'autres arrêts proches sont sur Kitaōji, et sont Kitaōji-Shinmachi (北大路新町, lignes 1, 37, 204, 205, 206, M1, Nord1, Nord8, Spécial 37), Kitaōji-Horikawa (北大路堀川, lignes 1, 9, 12, 37, 67, 204, 205, 206, M1, Nord1, Nord8, Spécial 37) et Daitoku-ji-mae (大徳寺前, lignes 1, 12, 204, 205, 206, M1, Nord8).
L'arrêt du métro de Kyoto le plus proche est Kitaōji (北大路), sur la ligne Karasuma, 5 minutes à l'est.

## Odonymie

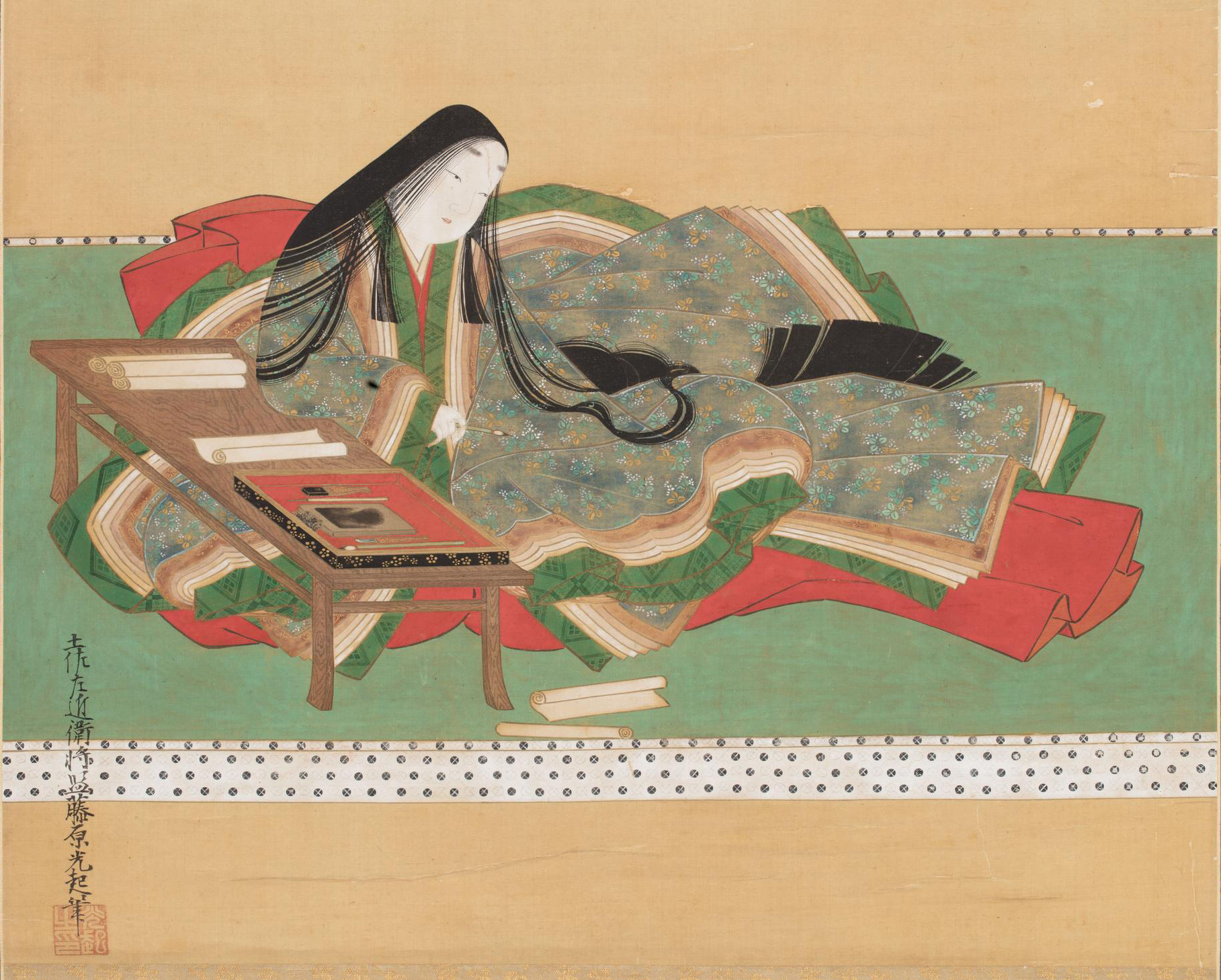
Murasaki Shikibu écrivant le Dit du Genji, dernier quart du XVIe siècle, Tosa Mitsuoki, Ishiyama-dera (Ōtsu, préfecture de Shiga).

Le nom « Murasakino » (紫野) fait référence au secteur Murasakino (紫野) dans lequel elle se situe. « Murasakino » signifie « champ (野) de pourpre (紫) » et fait référence aux plantes de couleur pourpre qu'on y trouvait durant la période Heian (794-1885). Il s'agissait d'un champs apprécié par l'empereur, et l'écrivaine Murasaki Shikibu (紫 式部, v. 973-v.1014-1025), derrière Le Dit du Genji, en tire son nom. Sa tombe est entre autres située dans le secteur Murasakino.
Une autre théorie pour le nom de la rue elle-même viendrait d'un surnom du Daitoku-ji, aussi appelé « Murasakino no dera » (紫野寺).

## Histoire
Murasakino-dōri est une très récente de Kyoto, et n'existait pas au XIXe siècle. Elle apparaît en fait durant l'ère Shōwa (1926-1989),. La région était alors encore agricole et se situait dans le village de Koyama (小山村), plus tard intégré dans la ville de Kyoto. La rue apparaît après 1935 dans un nouveau développement résidentiel quadrillé au nord de Kitaōji-dōri. La section entre Ōmiya et Daitokuji existe cependant depuis 1912.

## Patrimoine et lieux d'intérêt
La rue est principalement résidentielle et n'est pas très animée.
À l'extrémité est se trouve l'école primaire Ritsumeikan (ja) (立命館小学校),. Au carrefour avec Horikawa se trouve le centre pour personnes aux besoins spéciaux Hana no Eki (花の駅). À l'ouest de Horikawa se trouve l'église Murasakino Holiness de Kyoto (京都紫野ホーリネス教会). On trouve à l'ouest, dans le complexe du Daitoku-ji, le lycée Murasakino (ja) (京都市立紫野高等学校).
On trouve peu avant Horikawa le poste électrique d'Ōmiya de la Compagnie électrique Kansai. Au carrefour avec Shinmachi se trouve le petit autel Jizō du quartier Koyamakitaōno-chō (小山北大野町).
Au bout de la rue se trouve le Daitoku-ji, un des plus importants complexes bouddhistes de la vieille capitale. Directement proche de la rue se trouve sa porte Kinmō-kaku (金毛閣). 

Quelques lieux d'intérêts
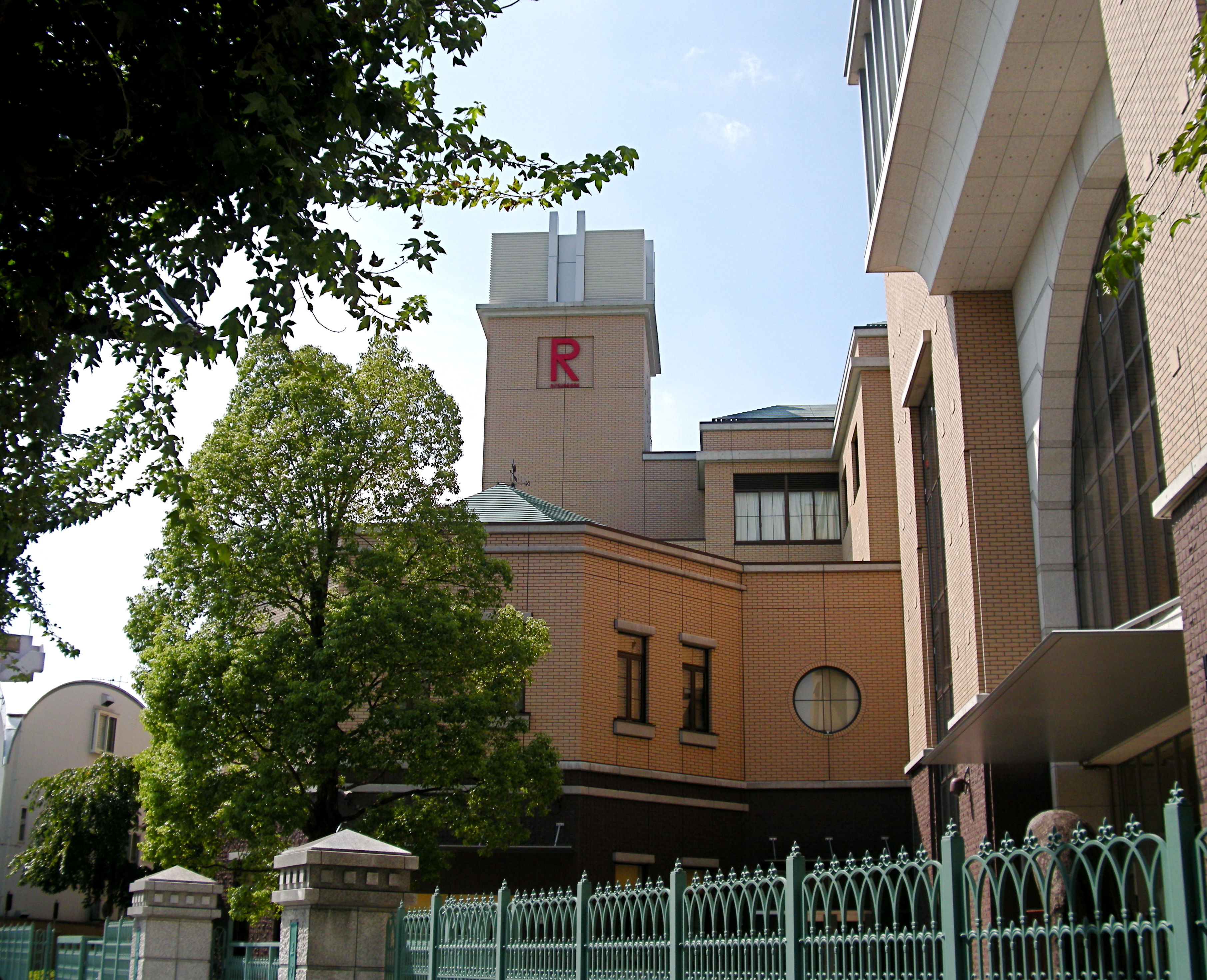
École primaire Ritsumeikan, vue du côté de Kitaōji-dōri
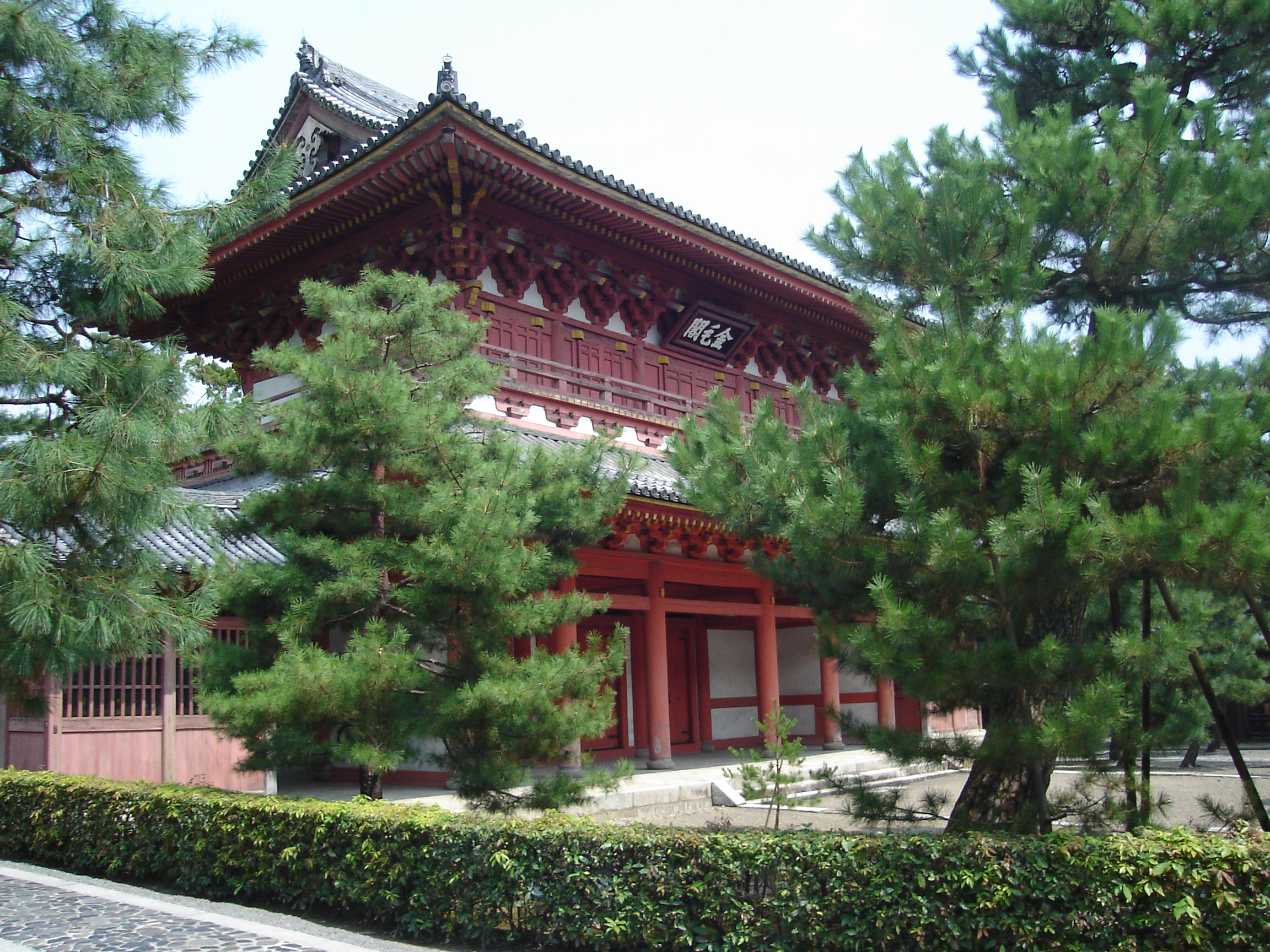
Porte Kinmō-kaku du Daitoku-ji
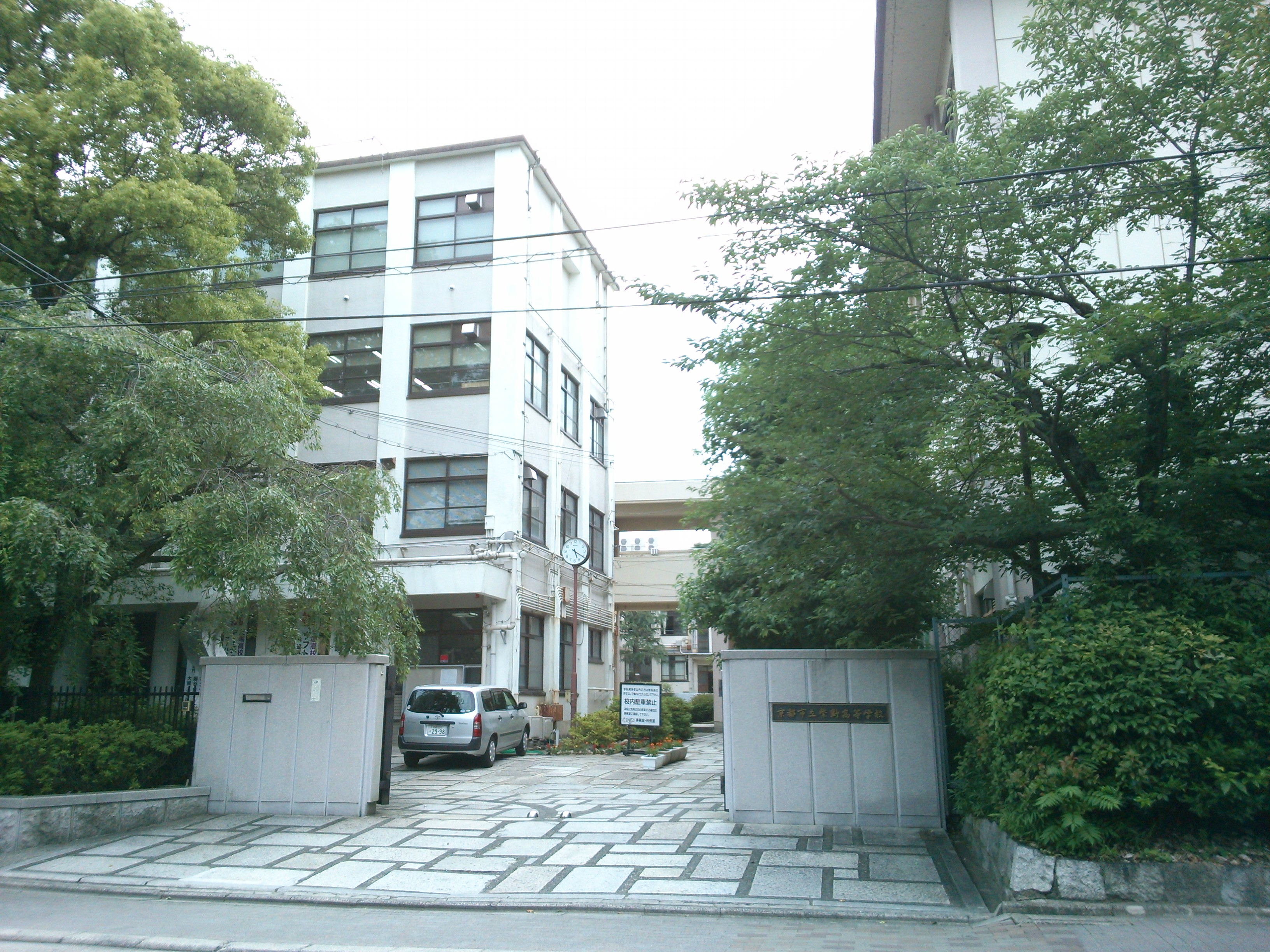
Lycée Murasakino

## Groupe de Murasakino-dōri
Le groupe de Murasakino-dōri fait référence à trois rues orientées est-ouest au nord de Kitaōji-dōri (北大路通), commençant au sud par Murasakinominami-dōri (紫野南通, Murasakinominami-dōri), suivi par Murasakino-dōri (紫野通, Murasakino-dōri) et terminant par Murasakinokita-dōri (紫野北通, Murasakinokita-dōri), au nord. Il est bordé au sud par le groupe de Wakana-dōri (若菜通) et au nord par le groupe de Koyanagi-dōri (小柳通).

### Murasakinokita-dōri
Murasakinokita-dōri (紫野北通, Murasakinokita-dōri) est une courte rue débutant à Koromonotana-dōri et terminant à Ōmiya-dōri, en passant par Aburanokōji-dōri, Horikawa-dōri et Inokuma-dōri,,,. À l'est, on y trouve l'école primaire Ritsumeikan, tandis qu'à l'ouest se trouve le sous-temple Yuimyō-ji (唯明寺) du Daitoku-ji.

### Murasakinominami-dōri
Murasakinominami-dōri (紫野南通, Murasakinominami-dōri) est une courte rue commençant à l'est à Shinmachi-dōri, puis passant par Aburanokōji-dōri, Horikawa-dōri, Inokuma-dōri et Ōmiya-dōri pour terminer à Daitokuji-dōri,,. Elle est brièvement interrompue entre Horikawa et Inokuma,. Selon certaines sources, la rue terminerait à Ōmiya-dōri au lieu de Daitokuji-dōri, tandis que selon d'autres, elle circulerait seulement entre Shinmachi et Horikawa,.